# Montpaó (Copons)
El Montpaó és una muntanya de 601 metres que es troba entre els municipis de Copons i Jorba, a la comarca de l'Anoia. Al cim podem trobar-hi un vèrtex geodèsic (referència 273114001).